# Västergötlands runinskrifter 170
Västergötlands runinskrifter 170 är en vikingatida runsten vid Blidsbergs kyrka i Blidsbergs socken och Ulricehamns kommun. Runstenen är 1,9 meter hög, 0,9 meter bred och 0,15-0,25 meter tjock. Runhöjden är 12-16 centimeter. Två delar av stenen hittades då Blidbergs gamla kyrka revs 1867. Ett mittparti saknas emellertid och ersattes med cement vid en restaurering 1938. Stenens huggning är djup och vacker. Stenen står tillsammans med Vg 171 och Vg 176 vid kyrkogårdsmuren.

## Inskriften
Translitterering av runraden:
þerui : let : s... ...(a) : þesi : eftiʀ : þ-... ... ...(u)þulf : bunta : sin : auk : sun : sin
Normalisering till runsvenska:
Þyrvi let s[ætia stæin]a þessi æftiʀ ... [ok Þi]uðulf(?), bonda sinn, ok sun sinn.
Översättning till nusvenska:
Tyrvi lät sätta dessa stenar efter ... och Tjodulv(?), sin make, och sin son.